# 나가노정 (아키타현)
나가노정(長野町)은 아키타현 센보쿠군에 있던 정이다. 현재의 다이센시 북동부, 다자와코 선 연선에 해당한다.

## 역사
- 1889년 4월 1일 - 정촌제 시행에 의해 6촌의 구역으로 나가노촌이 성립하였다.
- 1922년 10월 1일 - 정으로 승격해 나가노정이 되었다.
- 1955년 3월 31일 - 시미즈촌, 도요카와촌, 도요오카촌이 합병해 나카센정이 성립해, 동일 나가노정은 폐지되었다.

## 교통

### 철도
- 일본국유철도
  - 하시바선(현:다자와코 선)

당시 구 정역은 미개통이였기 때문에 철도노선은 존재하지 않는다.